# Ngadiluwih (Matesih)
Ngadiluwih is een bestuurslaag in het regentschap Karanganyar van de provincie Midden-Java, Indonesië. Ngadiluwih telt 5319 inwoners (volkstelling 2010).